# Leopold Czycz
Leopold Czycz (ur. 3 maja 1912, zm. ?) – zbrodniarz nazistowski, członek załogi niemieckiego obozu koncentracyjnego Auschwitz-Birkenau, SS-Rottenführer. 

## Życiorys
Volksdeutscher rumuński. Z zawodu ślusarz. W czasie II wojny światowej pełnił służbę jako wartownik w Auschwitz-Birkenau. 18 grudnia 1946 został wydany przez Amerykanów władzom polskim. 11 czerwca 1948 Czycz został skazany przez Sąd Okręgowy w Krakowie za maltretowanie więźniów oraz udział w organizacjach przestępczych SS i załodze obozu koncentracyjnego na dożywocie. Z więzienia zwolniono go 28 lutego 1957. 